# Breedon on the Hill
Breedon on the Hill is een civil parish in het bestuurlijke gebied North West Leicestershire, in het Engelse graafschap Leicestershire. De plaats telt 1029 inwoners.

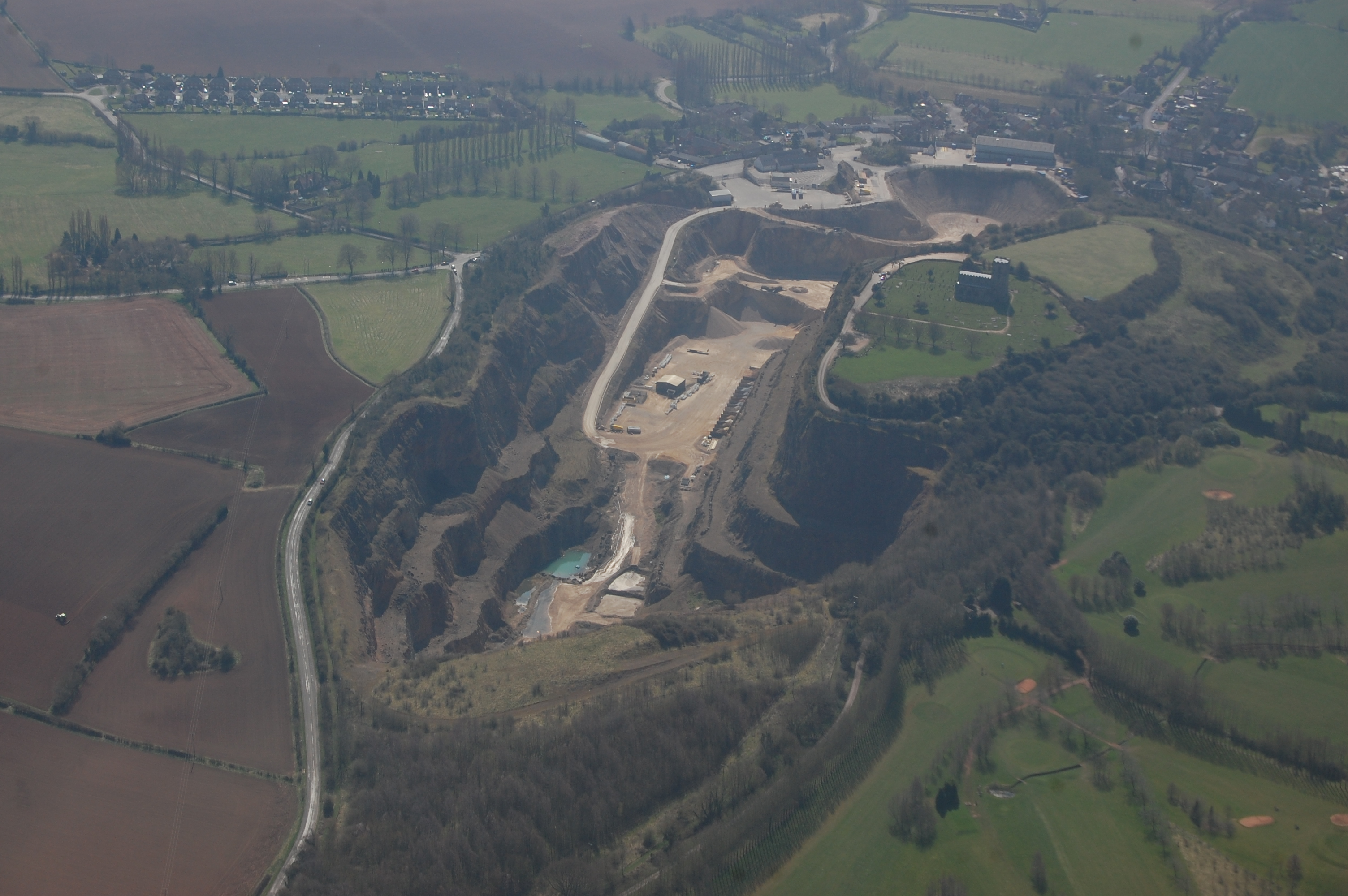
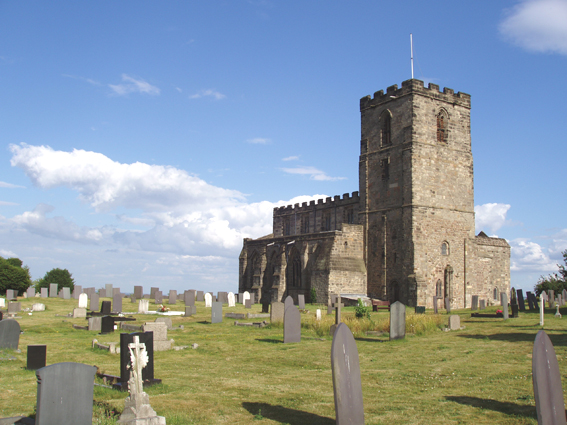